# زمان‌آباد (راین)
زمان‌آباد، یک آبادی از توابع بخش راین، شهرستان کرمان در استان کرمان ایران است.

## جمعیت
این آبادی در دهستان راین قرار دارد و براساس سرشماری مرکز آمار ایران در سال ۱۳۹۵، خالی از سکنه دائم بوده‌است.